# الغزو السوفييتي لسنجان
الغزو السوفييتي لسنجان هو حملة عسكرية شنها الاتحاد السوفييتي في منطقة سنجان الواقعة في الشمال الغربي للصين. ساعدت قوات الروس البيض الجيش الأحمر في هذه الحملة.

## خلفية
في عام 1934، كانت قوات جماعة ما بقيادة ما زهونغينغ المدعومة من قبل حكومة الكومينتانغ في جمهورية الصين، على حافة الخسارة لصالح التابع السوفييتي شينغ شيكاي خلال معركة أورومكي (1933-1934) خلال تمرد كومول.
ارتاد ما زهونغينغ سابقًا، وهو من طائفة الهوي (المسلمين الصينيين)، أكاديمية وامبوا العسكرية في نانجينغ عام 1929 عندما كان يديرها شيانغ كاي شيك، الذي كان أيضًا رئيسًا للكومينتانغ وقائد الصين.
أعيد ما زهونغينغ إلى غانسو بعد التخرج من الأكاديمية وقاتل في تمرد كومول، حيث حاول، بالدعم الضمني من حكومة الكومينتانغ الصينية، الإطاحة بالحكومة الإقليمية الموالية للسوفييت التي قادها أولًا جين شورين ومن بعده شينغ شيكاي. غزا ما سنجان بمساعدة الموالين لخانية كومول وتلقى موافقة رسمية وتزكية من الكومينتانغ لتشكيل الفرقة السادسة والثلاثين.
في أواخر عام 1933، انشق القائد الإقليمي الجنرال زهانغ بيوان من طائفة الهان الصينية وجيشه عن الحكومة الإقليمية وانضم إلى جانب ما زهونغينغ لشن حرب ضد حكومة جين شورين الإقليمية.

## الغزو السوفييتي للصين
في عام 1934، عبر لواءان من حوالي سبعة آلاف جندي من قوات المديرية السياسية المشتركة للدولة السوفييتية، مدعومين بالدبابات والطائرات والمدفعية المجهزة بغاز الخردل، الحدود لمساعدة شينغ شيكاي في السيطرة على سنجان. أطلق على الكتائب أسماء ألتاييسكي وتارباختيسكي. تعرض جيش شينغ المنشوري لإصابات جسمية من قبل تحالف من جيش هان الصيني بقيادة الجنرال زهانغ بيوان، والفرقة 36 بقيادة ما زهونغينغ. قاتل ما تحت راية حكومة جمهورية الكومينتانغ الصينية. كانت القوة الروسية السوفييتية البيضاء المشتركة تسمى متطوعو ألتاي. تنكر الجنود السوفييت بزي رسمي يفتقر إلى العلامات المميزة، وتشتتوا بين الروس البيض.
على الرغم من نجاحاته المبكرة، غُزيت قوات زهانغ في كولجا وشوغوشاك، وانتحر بعد معركة ممر موزارت لتجنب القبض عليه.
على الرغم من أن السوفييت كانوا متفوقين على الفرقة 36 في كل من العديد والتكنولوجيا، تصدت لهم الفرقة لأسابيع وأمنَتهم بخسائر فادحة. تمكنت الفرقة 36 من منع القوات السوفييتية من إمداد شينغ بالمعدات العسكرية. تمكنت القوات المسلمة الصينية من جماعة ما بقيادة ما شيه-مينغ من صد تفوق قوات الجيش الأحمر المسلحة بالمدافع الرشاشة والدبابات والطائرات لمدة 30 يومًا تقريبًا.
عندما وصلت الأخبار التي تفيد بأن القوات الصينية قد هزمت السوفييت إلى السجناء الصينيين في أورومكي، قيل إنهم احتفلوا بابتهاج في زنازينهم.
أصبح ما هوشان، نائب قائد الفرقة 36 الإقليمي، معروفًا بعد الانتصارات على القوات السوفييتية خلال الغزو.
عند هذه النقطة، كان شيانغ كاي شيك مستعدًا لإرسال هوانغ شاوهونغ وقوته الاستطلاعية التي جمّعها لمساعدة ما زهونغينغ ضد شينغ، لكن عندما سمع سيانغ عن الغزو السوفييتي قرر الانسحاب لتجنب حادث دولي إذا ما انخرطت قواته في صدام مباشر مع السوفييت.
نقل ما هسي جونغ عن ما هوشان قوله عن الحرب: «أحضر الروس الفيجي (الطائرات) وقصفونا وأطلقوا الغاز علينا».

### معركة توتونغ
في عام 1934، هاجم لواءان من المديرية السياسية المشتركة للدولة السوفييتية، مكونة من حوالي سبعة آلاف من القوات تدعمهم الدبابات والطائرات والمدفعية، الفرقة السادسة والثلاثين قرب توتونغ. استمرت المعركة لعدة أسابيع على طول نهر توتونغ المتجمد. أغارت قوات الفرقة السادسة والثلاثين، المموهين بجلود الغنم في الثلج، على مواقع المدافع الرشاشة السوفييتية بالحِراب لإحباط الكماشة السوفييتية. قصفت الطائرات السوفييتية الفرقة السادسة والثلاثين بغاز الخردل. مُني الطرفان بخسائر جسيمة، قبل أن يأمر ما زهونغينغ الفرقة السادسة والثلاثين بالانسحاب.